# Hotevilla-Bacavi
Hotevilla-Bacavi – jednostka osadnicza w Stanach Zjednoczonych, w stanie Arizona, w hrabstwie Navajo.